# Кронгауз, Максим Анисимович
Макси́м Ани́симович Кронга́уз (род. 11 марта 1958, Москва) — советский и российский лингвист, доктор филологических наук, профессор РГГУ и НИУ ВШЭ, первый заместитель председателя Комиссии по развитию высшего образования и науки Общественной палаты РФ.

## Биография
Окончил отделение структурной и прикладной лингвистики филологического факультета Московского государственного университета (1980) по специальности «структурная и прикладная лингвистика». Кандидат филологических наук (1989, диссертация «Использование механизмов референции при анализе текста»), доктор филологических наук (2000, диссертация «Семантические механизмы глагольной префиксации»), профессор (2001).
В 1984—1989 годах работал научным редактором в издательстве «Советская энциклопедия», участвуя, в том числе, в подготовке к изданию «Лингвистического энциклопедического словаря».
В 1989—1990 гг занимал должность научного сотрудника в лаборатории компьютерной лингвистики ИППИ РАН.
В 1991 году прослушал курс компьютерной лингвистики в Пражской летней школе.
Работу в Российском государственном гуманитарном университете начал с 1990 года старшим преподавателем, потом с 1996 года доцентом и с 1999 года профессором. Был заведующим кафедрой русского языка с 1996 по 2018 год, а в 2000—2013 годах директором Института лингвистики РГГУ.
В 1996—1997 гг. обучался в институте Гете в Геттингеме.
С 2003 по 2005 год Кронгауз занимал позицию аккредитованного профессора в университете Стендаль, (Гренобль).
В марте 2011 года Кронгаузу было присвоено звание «Почётный работник высшего профессионального образования Российской Федерации».
В 2013 году получил специальный приз премии «Просветитель» «За беззаветное служение делу просветительства».
В 2018 году из РГГУ был уволен, предположительно из-за сокращения совместителей. 1 мая 2018 года Кронгауз объявил о том, что продолжит работать в РГГУ.
С 2013 года — руководитель Центра социолингвистики Школы актуальных гуманитарных исследований РАНХиГС. С 2015 года — заведующий научно-учебной лабораторией лингвистической конфликтологии и современных коммуникативных практик ВШЭ.
Член редакционной коллегии научных журналов «Russian Linguistics» и «Русская речь».

### Семья
Сын поэта Анисима Максимовича Кронгауза (1920—1988) и Евгении Никитичны Кронгауз (1923—2011).
Прадед — Липман Нисонович Кронгауз (1873—после 1930), банковский служащий; жил в Харькове, в 1922 году семья переехала в Севастополь, а в 1926 году — в Москву.
Дед — Макс Филиппович (Пинхас Липманович) Кронгауз — журналист, ответственный секретарь газеты «Московская правда».
Братья деда:
- Александр (Исай) Филиппович Кронгауз (1906—?), журналист, заместитель редактора журнала «Смена».
- Борис Липманович Кронгауз (1914—1998), лингвист, педагог, просветитель, специалист по эвенкскому языку[11]; его жена (с 1948) — Ираида Васильевна Монахова (1926—1989), эвенкийка, окончила физико-математический факультет РГПУ. В семье было 9 детей.[12] Ежегодно в Иенгре проходят «Монаховские чтения».[13]
- Герман Липманович Кронгауз[укр.] (1917—2000), советский и израильский художник и скульптор;

Сестра деда — Фаня (Феня) Филипповна Кронгауз (в документах Фейга Нохим-Липмановна, ?—1975), филолог, кандидат педагогических наук, научный сотрудник Института теории и истории педагогики АПН РСФСР, автор книги «К истории советской школы на Крайнем Севере» (1948), составитель сборников «В помощь учителю школ Крайнего Севера».
- Жена — Мария Михайловна Бурас, писатель.
- Дети:
  - Анна (род. 1979) — совладелец издания «N + 1».
  - Корней (род. 1982)[15]
  - Екатерина (род. 1984[16]) — журналист, бывший главный редактор сайта «Большой Город» (2011—2013)[17][18], бывшая жена издателя Ильи Красильщика[19].
    - Внуки — Лев (род. 2011)[20] и Яков (род. 2013)[21].

## Книги
Максим Кронгауз — автор более чем двухсот монографий, учебников, статей и самоучителей.
- Крейдлин Г. Е., Кронгауз М. А. Семиотика, или Азбука общения. — Московский институт развития образовательных систем, 1997. — 272 с. — 7000 экз. — ISBN 5-7084-0142-7. (+ 2 переиздания)
- «Приставки и глаголы в русском языке: Семантическая грамматика» (1998),
- Кронгауз М. А. Семантика. — РГГУ, 2001. — 400 с. — 4000 экз. — ISBN 5-7281-0344-8.
- «Семантика. Учебник для студентов лингвистических факультетов высших учебных заведений» (2005),
- Кронгауз М. А. Русский язык на грани нервного срыва. — М.: Языки славянских культур, 2008. — 320 с. — 5200 экз. — ISBN 5-9551-0176-4.
- Кронгауз М. А. Русский язык на грани нервного срыва. 3D (+ CD-ROM). — Астрель, Corpus, 2011. — 480 с. — 15 000 экз. — ISBN 978-5-271-37661-0, 978-5-17-080038-4.
- Кронгауз М. А. Самоучитель Олбанского. — М.: АСТ, 2013. — 416 с. — 5000 экз. — ISBN 978-5-17-077807-2.,
- Кронгауз М. А. Слово за слово. О языке и не только. — Издательский дом «Дело» РАНХиГС, 2015. — 480 с. — 1000 экз. — ISBN 978-5-7749-0964-3.
- Словарь языка интернета.ru / под ред. М. А. Кронгауза. — М.: АСТ-Пресс Книга, 2016. — 288 с. — 3000 экз. — ISBN 978-5-462-01853-4.
- Кронгауз М. А., Пиперски А. Ч., Сомин А. А. Сто языков. Вселенная слов и смыслов. — М.: АСТ, 2018. — 224 с. — 3000 экз. — ISBN 978-5-17-104696-5.